# Trójka odwrotna

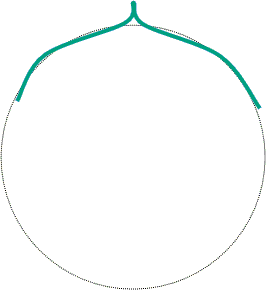
Schemat trójki odwortnej

Trójka odwrotna (ang. Bracket turn) – to jeden z elementów łyżwiarskich zaliczanych do sekwencji kroków. Trójka odwrotna to obrót wykonywany na jednej nodze w którym rysunek jaki tworzy łyżwa przypomina odwrotną cyfrę trzy, klamrę wykonaną na okręgu. Jest to obrót podobny do obrotu trójkowego, gdyż pozwala na zmianę kierunku jazdy, zmianę krawędzi łyżwy (z wewnętrzną na zewnętrzną i odwrotnie), ale kierunek rotacji ciała zawodnika jest przeciwny do kierunku obrotu. 